# Mesosemia machaera
Mesosemia machaera is een vlindersoort uit de familie van de prachtvlinders (Riodinidae), onderfamilie Riodininae.
Mesosemia machaera werd in 1860 beschreven door Hewitson.